# 失憶投捕
《失憶投捕》是由美川繪子所創作的日本漫畫，由2018年4月26日起，於集英社旗下的網上漫畫平台少年Jump+連載至今，隔週星期四更新。2020年10月11日，在Jump Festa 2020公開短篇動畫（OVA），內容為漫畫原作第1、2話，MAPPA負責動畫化。而在2023年8月3日宣佈，再次改編為正式的電視動畫，於2024年4月起於東京電視台播放。2024年11月10日宣布製作第2季。

## 劇情簡介
講述在國中棒球界遠近馳名的投捕搭檔－清峰葉流火、要圭，以壓倒性的實力君臨賽場，幾乎橫掃所有對手，而受到全國各大棒球名校都爭先恐後地想要挖角倆人，但他們卻突然消失，選擇進入一所棒球界默默無名的學校：東京都立小手指高中就讀。而圭因為不明原因失憶，導致失去對棒球的一切知識。過去被他們兩人擊敗而放棄棒球的優秀選手們，也在偶然間轉來這所學校就讀。因緣際會下，他們的高中棒球故事在此展開。

## 角色列表
聲優順序為：OVA／電視動畫，僅有一項則為電視動畫的聲優。

### 都立小手指高中
位於吉祥寺附近，學習與社團活動並存的普通都立高中。兩位主角來到了這所沒有正式棒球社團的學校，但其中卻隱藏著其他富有棒球才能的潛力球員，他們從零開始打造團隊，迎接各路挑戰。
清峰葉流火（聲：細谷佳正；川井田夏海（OVA幼年）／增田俊樹；稻瀨葵（動畫幼年））
1年級生→2年級生。投手。右投右打。身長185cm。血液型B型。12月10日生。
本作的主角。來自寶谷青少棒隊，國中時被評為“完美無缺”，控球優秀的強力投手。以壓倒性力量投出球速超過148公里（148km／h）的直球（快速球）和銳利的高速滑球的鋼臂投手，還掌握了慢速曲球，並以此球路為武器。過去與要圭倆組成投捕搭檔，被外界稱作“怪物投捕”。同時也是一位打擊天才，除長打實力強大以外跑壘速度也非常快。壓倒性的才能和冷酷成為了許多同齡棒球選手的陰影，也對自己的手下敗將毫無記憶。身材高大、容貌俊秀，對圭以外的人總是很冷漠，但不是本性高冷，而是為了聽從要圭的建議不受外界的評價影響自己，這也導致清峰在後來對許多事情的忘性很大。不擅說話和察言觀色，性格沉穩、木訥，不擅溝通，但內心細膩，執著於“和圭一起打棒球”和“投球”。其內心非常好勝（即使不以投手身份做比較也討厭失敗，例如展示自己的速度以試圖挑戰千早、和藤堂比較誰打得最遠），對訓練、體能管理、團隊內的溝通等幾乎完全仰賴圭的指揮。小時候在要圭帶他玩投球遊戲後，開始對投球產生濃厚興趣，之後便常拖著要圭一起打棒球。非常懼怕自己強勢的哥哥。
過去時甲子園常勝軍大阪陽盟監督在國中時屢次邀請他，而清峰知道這是要圭最想進的目標，但對方對要圭毫無興趣，對此感到不服氣的他，脫口而出說想讓要圭一起進學校，使對方同意以要圭作為入學籌碼。回家之後他後悔糾結，完全不敢和要圭討論，直到要圭敏銳的察覺後崩潰。當時見到要圭的表情時的清峰，因自己的輕率陷入絕望，認為似乎是自己的這個行為羞辱了要圭，導致他出現雙重人格障礙，想對此向要圭道歉。但因為圭讓他別去多想不開心的事專心打球，而暫且將這段回憶封存。
在進了小手指後，除了現在的要圭，更遇上了跟過去完全不同的隊友而逐漸解開心房，在教練的提點下對「如何成為真正的王牌」陷入苦思，卻因心態轉變而回想起過往。在預賽對上帝德一戰，中途因心態崩塌被換下場，見到為自己代打的替補佐藤前輩擊出適時的兩分打點二壘安打，以及如今的要圭發揮出色向觀眾證明自己後，真正領悟到自己其實一直對他人有所期待，恢復了低落的心態，除了更加相信這支隊伍外，也更加堅信要圭的實力。
要圭（聲：宮野真守；松本沙羅（OVA幼年）／宮野真守；永瀨安奈（動畫幼年））
1年級生→2年級生。捕手。右投左打。身長172cm。血液型AB型。4月15日生。
另一位主角，在本作更是以其主視角演出最多的一位。來自寶谷青少棒隊，總是冷靜沉著的領導帶領球隊獲勝。兼具可打出廣角、長打的卓越打擊控球技術，以及優異的引導及守備能力，被評為「智將」的名捕手，與清峰葉流火一起被稱為“怪物投捕”。然而因為失去記憶，忘記葉流火與自己是兒時玩伴，雖然身體保留了一定肌肉記憶，不過棒球水準幾乎等同於外行人，再加上性格也變得率直、輕浮、愛撒嬌，時常在詭異的時機做出搞笑藝人表演，特別喜歡表演“一發藝 （页面存档备份，存于）”。原本周圍人認為是因為過去在棒球上太過辛苦導致的選擇性失憶，但偶爾他的記憶會突然恢復且性格大幅轉變（但第一次時卻忘了自己在小手指的經歷，因為智將的意識才剛恢復，不知道當時的外界變化），後來在智將暫時主控身體並解釋後，發現自己其實是因解離性身分疾患，除了身為原人格不只是之後的失憶，也因過去的壓力，國中時便逐漸形成另一個人格。
阿呆／主人
失憶後的樂天派人格，是身體原本的主要人格，在失憶後且智將還沒有意識的情形下，對棒球的知識和技術幾乎是外行。儘管行為輕率且傻氣，但這種性格有時有助於營造棒球隊的氛圍。失憶後因不想打球而婉拒眾多棒球名校的邀約，且因為女生多和離家近的原因選擇就讀小手指高中。
最初甚至討厭與棒球有關的一切，但經歷了各種體驗後，逐漸發現棒球的樂趣，並透過自己在智將時代留下的“絕對筆記”，學習了大量關於捕手的知識。雖然本人不太自覺，但實際上對他人情感的細微之處非常敏感，經常能準確地指出問題。雖然在作品的時間線上是後來出場的人格，但其實是原人格（即指還未分裂人格前的原始人格），在小時候注意到看出清峰才能的大人不管自己的觀念是否正確，各持想法「指點」清峰，深怕已經受到影響的清峰會被這些人糟蹋天賦，發誓要親自將清峰打造成「王牌」。為此他努力研讀和苦練，不惜放棄所有娛樂，但在國中承受來自寶谷青少棒同儕和監督的壓力，壓力過大之下記憶開始慢慢模糊，也是在這時候誕生智將人格。
這也能解釋為什麼要圭恢復記憶後，後面的記憶依舊時有時無，直到幾乎沒有印象，在人格共存性不好時，人格間常常無法得知自己還有另外人格甚至在主導身體時的記憶。目前在接受“智將”人格的指導下，努力成為超越智將的更好球員。
智將
是最為人所知、被譽為天才捕手的要圭，是延伸出的副人格，要圭在潛意識之下，打造自己最理想的形象而產生的人格。自信滿滿，冷靜沉著，具有領袖魅力。透過非凡的努力和執著掌握了技術和理論，屬於攻擊型捕手，作為捕手無論攻守都是一流。
在國中寶谷青少棒時嚴苛的態度與高標準，使他經常與周圍人產生摩擦，於是對他人越來越冷漠。高中恢復意識且主控身體後，記取過去失敗，為了不讓隊友疏遠他們投捕倆以發揮最大的團隊合作利益，待人態度便圓滑許多。
這種人格自稱只是執著於練著棒球，無法享受打球帶來的樂趣，但除了棒球卻沒有別的興趣。在過程中遇到的負面情緒帶來了巨大的精神負擔，到了國三時超出極限後陷入了休眠狀態。由此原人格表現出來，既忘了以前關於棒球以及清峰的記憶，也忘了許多國中的事，眾人認為只是“失憶”導致。目前已經恢復到偶爾能進行人格交換的程度，並致力於以消滅自身為目標教導原人格。
夏季賽在對上都立花木高中時，因為兩個人格同時活動，造成的腦疲勞下交換了身體，打球中再次面對小手指成員的信任，以及看到曾是隊友的投捕搭檔—渡邊以及金城，心服口服後的態度轉變，意識到自己雖然因國中的經歷而決定不敞開心扉，但或許是希望受人認可以及信任他人的。然而並未對原人格承認過。
藤堂葵（聲：鈴木達央／阿座上洋平）
1年級生→2年級生。遊撃手。右投右打。身長181cm。血液型O型。8月31日生。
來自大泉青少棒隊，熱愛棒球的原不良少年。強打者，長打能力出眾、擅長打首球且不畏懼被三振，總是樂觀地全力揮棒。就算沒有擊出安打退場也能鼓舞士氣，球風偏直覺型。個性直爽、脾氣暴躁，然而本質上是就算在氣頭上依舊有問必答的老好人。原本只是剪成方便打球的短髮，過去與清峰葉流火、要圭的隊伍對戰，被倆人壓倒性的能力所擊敗，而且因當時的暴投失誤，導致出現無法向一壘傳球的投球失憶症（YIPS) （页面存档备份，存于），在得了YIPS後受到打擊、心灰意冷，無法承受學長們即使不甘卻原諒他的沉重溫柔，便自暴自棄的隨處打架，頭髮也留長且染色，試圖忘卻有關棒球的一切。後來學校成立一個新的棒球社團，儘管是同好會級別，但與“怪物投捕”的重逢，迫使他再一次面對棒球。和千早同班、鄰桌。雖然他外表浮誇，但本性是個認真努力的人，卻因為其頭腦單純，而經常被千早戲弄。YIPS在要圭提議使用單彈跳返球后得到改善。在帝德的比賽中，因為彈跳傳球導致內野安打，但比賽中途克服了障礙。
千早瞬平（聲：松岡禎丞／島崎信長）
1年級生→2年級生。二壘手。右投兩打。身長167cm。血液型A型。9月28日生。
來自富士見青少棒隊，巧打者，屬不擅長打但能穩定擊出安打的技巧派。打擊屬左右開弓型，擁有出色的球棒控制力及跑壘速度著稱，是隊上的飛毛腿。雖然本身肩膀力量較弱，但以巧妙的擊球控制和快速的跑壘而自豪。討厭被三振，也因此會瞄準壞球將其碰成界外球的習慣。其打球風格喜好運用自身的疾速跑壘以擾亂對方防守、動搖場上投捕搭檔，有時候讓不少對手厭惡。嘴上不饒人且經常揶揄別人（主要是藤堂），也喜歡以強調自己的品味耍帥，對時尚、音樂敏感，有著獨特的穿搭方式，興趣是收集襪子。看似性格惡劣，卻會在他人消沉時給予真心的鼓勵與建議，對初學者很友善，即使犯了失誤，也不會責怪他們，總是給予溫柔的指導。過去相當在意自己的體格，在暴食增重的行為失敗後，專心磨練自己的技術與理論。因與清峰葉流火、要圭的隊伍對戰時，發現就算是天才，是會理所當然努力把技術練到頂峰，更何況要圭甚至沒有清峰的體格條件，他很清楚對方得付出多少努力才能追上同伴，所以敗北後更加拼命。但在自己忍不住嫉妒體格優秀的隊友卷田，討厭這樣無意間忽視對方努力的自己，從而打算放棄棒球，為了改變自己的外表而開始戴平光的紅框眼鏡。但他在小手指高中與“怪物投捕”重逢，選擇再次面對他們倆人，和藤堂葵加入社團重新開始打棒球。和藤堂同班、鄰桌。打球風格以“技術和理論”為基礎，並且擁有豐富的棒球知識，來彌補體型上的劣勢。智將不在時，基本都由他充當球隊的智囊，為社團成員提供各種建議。除了棒球之外，學業成績也很優秀。國中時期是隊內技術最好的球員，但因為自尊心和隊友之間有隔閡，時常無視對他有興趣的卷田提出的挑戰。與冰河高中練習賽時想嘗試踏出一步、信任他人，從而放掉第四顆壞球獲得保送上壘，將戰局交付給下一棒的要圭。在二年級甲子園夏季預賽前，佐古監督讓他試著改變姿勢練習長打，雖然目前打擊率也因為正在調整而下降，但還在持續練習中。
山田太郎（聲：福山潤／梶裕貴）
1年級生→2年級生。一壘手（前捕手）。右投右打。身長164cm。血液型O型。3月3日生。
來自秋津青少棒隊，鄉下出身的棒球少年，本作的敘述者。個性冷靜、善良，深受隊友信任，有著堅實基礎的多功能球員。在國中時曾敗於葉流火和要圭手下，原本認清現實選擇沒有棒球社的小手指高中就讀，卻意外與葉流火和要圭就讀同校，在得知要圭的情況後，內心覺得能集結一眾高手是天意。在見到小手指高中依舊有類似同好會的棒球社團後應清峰要求下加入。親眼看到要圭和清峰再次投捕搭檔的場面後，便有了想要在這個棒球社重新努力的想法，並幫助要圭進行棒球復健。和清峰、要同班。個性和善有親和力，經常為了維繫團隊合作努力緩和氣氛，別人在面對他時都會有種安心感，是腳踏實地的選手。一年級甲子園夏季預賽與帝德一戰時，關鍵時因為他對藤堂帶來的信任感以及安心感，得以讓藤堂全神貫注，只管投球到他的手套，成功突破YIPS的高牆，也讓要圭看到自己對未來的希望。
土屋和季（聲：山谷祥生）
2年級生→3年級生。中堅手。右投右打。身長169cm。血液型A型。11月17日生。
是個喜歡遊戲和二次元的宅男，體能不佳但行動敏捷，擁有起跑與千早匹敵的矯捷身手。個性膽怯懦弱，國中時打軟式棒球時，因跟不上團隊的上下關係無法融入球隊而退出，但其實心裡從未放棄對棒球的熱情。之後在小手指高中，受要圭和千早瞬平等人的盛情邀約下加入棒球社，重拾棒球活動。此外對於神祕學很瞭解，一旦聊到相關事物就會變得非常健談。
楠田龍樹（聲：下崎紘史／木村隼人）
3年級生→畢業生。一壘手。右投右打。
最初並不熱衷於棒球，也會因為沒有女朋友而用約會為藉口，逃避社團活動，和御手洗優作一樣被稱為“糟糕的前輩”。在要圭的邀請下又開始參加練習。雖然夏季大賽是替補成員，但他還是很積極地加油助威。畢業後小手指成員升上二年級再次參加夏季預賽時，曾和御手洗一起前來觀賽。
御手洗優作（聲：三宅健太／藤沼建人）
3年級生→畢業生。三壘手。右投右打。
沉默寡言。最初和楠田龍樹一樣逃避訓練，但從冰河戰開始參加比賽，自從被要圭表揚後，開始出現在練習場。一旦球擊中球棒，就會飛出很遠的距離。
鈴木（聲：鈴木崚汰）
2年級生→3年級生。外野手。右投右打。
是個認真且和善的前輩。身材較瘦。和佐藤一樣剛開始棒球實力接近外行，甚至在不瞭解清峰的情況下邀請他加入。小學時雖然是替補，但有投球經驗，能投出緩慢但穩定的側肩投法。
佐藤（聲：佐藤元）
2年級生→3年級生。外野手。右投右打。
認真又溫柔的前輩。身材偏胖。在與花木的對戰中和個性差異極大的清峰有短暫的交流，被對方「失敗後拼命練習的佐藤前輩和我是一樣的」的率直話語打動。在預賽對上帝德一戰，中途清峰因心態崩塌被換下場，作為代打的替補擊出適時的兩分打點二壘安打。
陽之本照夜
1年級新生。三壘手。右投左打。身長168cm。血液型O型。3月28日生。
來自寶谷青少棒隊，帝徳高中陽之本當的弟弟。是個进攻和防守都很認真、且極其自律的選手。個性耿直善良，兄弟倆的關係很好，父母也都溫柔的給予不偏心的愛。因為不願意躲在哥哥的天才光環下，且受到清峰和要這對天才投捕的吸引而決定加入寶谷青少棒隊到外地打球，但依然打從心底尊敬哥哥，並對其實力深信不疑，大哥為此感到非常驚訝。曾考慮過是否要追隨大哥的腳步加入棒球名校帝德，但在得知天才投捕皆就讀於小手指高中後與瀧前往一探究竟，並和要圭等人進行一場較量，在受到清峰半要求的邀約下，決定正式加入小手指。
瀧正雪
1年級新生。左投左打。投手。身長171cm。血液型AB型。5月28日生。
來自寶谷青少棒隊，他的投球姿勢千變萬化，因此很難確定他的出手點。擁有出色的控球能力，並且能夠以任何形式穩定地擊球。和照夜一樣，他從國中起就很尊敬清峰和要。擁有近似粗神經的強大精神力和忍耐力，很少感到不安。目前有七個女友（全都知情且同意之下才交往），且認真對待每一位，在追求時會突變為少女漫畫的高顏值男主角。
猿川小立
1年級新生。投手、外野手。身長接近180cm。
擊球能力不太好，而且經常扭傷手腕，被智將戲稱為「雙殺機器」。身為投手他對比賽很講究，但在國中時期就成為了外野的選手。
木下
1年級新生。捕手。
佐古優助
監督，在堂妹玲蘭的推薦下，被任命擔任這一職位。雖然是個散漫的大叔，但能以準確的判斷指導著球隊，卻也很容易對自己的判斷感到不自信而擔驚受怕。高中時是高水準的選手，但高二受傷成為球隊經理，有嘗試參加大學棒球，但未能回歸的歷史。此後，他過著隱居的生活，但被小手指的潛力所吸引，決定再次從事棒球活動。
佐古玲蘭
經理，3年級生。個性清冷但有義氣，對待堂哥優助卻充滿同情心。小時候打過棒球，位置是投手，但在小學六年級後，她的身高和力量與男生有了明顯的差距，儘管有棒球經驗，但她因為「女孩不能去甲子園」而感到沮喪，因此放棄女子棒球員的身分。但還是偷偷持續練習，控球能力強，能投出高水準的慢速曲球。
姬倉清花
經理和啦啦隊隊長。3年級生。平時天使般的個性一聽到錢就會性格大變的投資狂熱份子。在社交網站上，她被稱為“逆神・億姬”，購買的股票市價暴跌，賣出就立馬升值。國中時曾是啦啦隊隊長，但她所加油的球隊，在比賽中經常輸球，而其他社團成員也批評排擠她，所以退出了啦啦隊。她內心深處後悔退出，最後被玲蘭的話語所感化，並在夏季錦標賽上以啦啦隊隊長的身份回歸。
經理（姓名不詳）
被圭的「智將」模式迷住的馬尾女孩。沒有意識到「智將」模式和「阿呆」模式的圭是同一個人。後來以經理的身份加入社團。

### 私立帝德高中
位於東京西部的名校。所有成員都住在宿舍裡。社團有很多來自福岡、神奈川等縣外的成員。
國都英一郎（聲：大塚剛央）
1年級生→2年級生。右投左打。身長184cm。血液型A型。5月23日生。
來自鷺宮青少棒隊，天才打者，僅憑一年就以一年級身份擔任帝德高校的四號打者，擁有超高身材可以不斷擊出長打、壓倒性的強勁打擊能力，是隊上的主砲。以頂尖的棒球技術和認真的個性贏得了球隊成員的信任。過去曾與葉流火和圭交手的經歷而深深對二人的壓倒性實力感到欽佩，為此刻苦訓練並獲得帝德的特S級推薦入學，目標是進入甲子園。但再次相會時並不知情要圭失憶一事，而對他輕視棒球的言行舉止感到失望、憤怒，後在夏季錦標賽與小手指的比賽後向要圭道歉，並向清峰發誓再戰。
飛高翔太
2年級生→3年級生。投手。右投右打。身長185cm。血液型AB型。3月6日生。
能投出時速151公里速球的王牌投手。是職業棒球的選秀候選，由於本身自尊心極低，即使受到讚揚也很容易陷入自貶循環，導致他的發揮變得不穩定，性格極其麻煩讓教練對此相當頭痛。在壓力過大的情況下會思維當機、破罐破摔，這時的他球風會非常強勢。擊球能力不如陽之本。
陽之本當
2年級生→3年級生。投手。右投右打。身長195cm。血液型B型。4月4日生。
擁有強勁的球威和控球能力，以及具身高優勢的打擊天賦。陽光開朗且自我認同感高，以可靠、正面的言行支持隊友的心理狀況，對飛高的麻煩個性毫不在意。即使是對方球隊也對他的個性評價很高。是都立小手指高中陽之本照夜的哥哥。
小里偲步
2年級生→3年級生。遊撃手。右投左打。身長170cm。血液型A型。6月23日生。
擁有帝德最高上壘率的頂級擊球員，腳程極快。性格暴躁，使得他時常無法與飛高、千石好好交談。喜歡碳酸飲料，特別是無糖汽水，在宿舍時都沒機會喝，一回家就會狂飲。
千石今日路
2年級生→3年級生。二壘手。右投右打。身長170cm。血液型A型。6月24日生。
有著冷酷樸素、表情不變的面容，其實是個悶騷，但棒球技術高超，深受球隊信任。當後輩對著他喊「千石前輩」會表現出不滿的樣子，但實則心裡面很雀躍。
久我歲行
2年級生→3年級生。三壘手、右外野手。右投右打。身長173cm。血液型AB型。10月6日生。
個性很好，經常參加志工工作。很喜歡小孩子，但長相兇惡會弄哭對方而感到苦惱。
益村重光
2年級生→3年級生。捕手、三壘手。右投右打。身長172cm。血液型O型。2月5日生。
受到飛高麻煩的性格擺佈。不會輕易發表意見的常識人，沉默寡言，在背地默默支持球隊。
寺田
中堅手。右打。
第一年就成為夏季錦標賽的先發球員。
片山
右外野手。右打。
第一年就成為夏季錦標賽的先發球員。
乘富大善
新捕手。1年級生。右投右打。
具有出色的接球能力，作為擊球員，他也有很好的揮棒能力。雖然他體格肥碩，但速度卻出奇的快。
内藤
中堅手。右投右打。
第二年成為夏季錦標賽的先發球員。
高木（聲：柳田淳一）
2年級生。投手。
有著「福岡狂犬」的綽號，儘管他在與小手指的練習賽中擔任先發投手，卻屢次遭到頂級選手的打擊。
岩崎監督（聲：金尾哲夫）
帝德高中棒球隊的總教練。平時個性嚴格而冷靜，曾夢想過要招募清峰、要、藤堂、千早等四人組成一支最強球隊，但在得知自己垂涎已久的四名選手皆就讀於都立的小手指高中時，他都會像變了一個人一樣失控，情緒會變得極其不穩定，也曾幾度因此口吐白沫昏倒過。自稱是小手指高中的原監督，但知道小手指後來請來佐古優助作為新任監督後十分不甘心。帶隊風格極其嚴格但不缺溫情，是個十分保護選手的教練，並在甲子園與大阪陽盟館的首場比賽以大比分落敗後，為了不讓隊上選手受到外界媒體恣意評判的影響，決定沒收手機避免他們接收任何外界資訊。
教練（聲：杉田智和）
戴著眼鏡。當他看到岩崎表現得情緒不穩定時非常擔憂，以棒球教練的身份坐在球員替補席上。

### 私立冰河高中
東京西部僅次於帝德的強者。第一年夏天，在西東京錦標賽中獲得第二名。春季都市錦標賽前四名。
卷田廣伸（聲：石井馬克）
1年級生→2年級生。投手。右投右打。身長183cm。血液型O型。7月14日生。
武器是強大的快速球，為提升球速不惜一切努力，是一位信奉直球對決的力量型投手。國中時曾與千早瞬平隸屬於富士見青少棒隊，並評價千早的打球風格為“小心翼翼”、“無趣”，但也承認其實力，並視其為競爭對手。直來直往的少根筋選手，也因為個性誠實單純，時常被前輩桐島捉弄。
桐島秋斗（聲：河西健吾）
2年級生→3年級生。投手。左投左打。身長178cm。血液型AB型。1月24日生。
擁有各種犀利的變化球和鋒利的快速球，是球隊引以為傲的王牌投手。外表看似冷酷善於玩弄對手，但實則冷靜隨和且喜歡說冷笑話，常捉弄後輩卷田。是大阪陽盟館高中桐島夏彦的哥哥。
舞原正太郎
捕手。1年級生。
個性熱心善於鼓勵他人，是一個身材雖小但力量強大的擊球員。
宇部智也
1年級生。身高198cm的高個子球員。
很有禮貌，纏上繃帶後就顯得很平靜，似乎有中二病。

### 橫山高中
第一年夏天的第一輪比賽中，面對的是小手指。全員都是長得一模一樣的業餘大叔外型。
投路
投手。右投。
捕路、一路、二路、三路、右路、左路、遊路、中路
其他球員。
監路
監督。

### 星明學園
春季進入前16名的中等排名學校。
高須（聲：木島隆一）
2年級生→3年級生。左外野手。右投左打。
來自大泉青少棒隊，雖然他打得不是很好，但他的熱情比大多數人還要多，是一個氣氛製造者，由於他溫暖的個性而受到隊友們的喜歡。渴望成為像藤堂一樣的遊擊手，但由於對方的存在，他被轉移到外野。想成為藤堂的“好前輩”，並期待與重新打棒球的藤堂比賽。
津田
2年級生→3年級生。投手。左投左打。
動作就像機器人一樣，是一位從不放棄努力的紮實球員。性格面無表情，難以捉摸。國中時作為投手並不出眾，但擊球方面的出色表現更為突出，他繼續穩步努力，提高了自己的能力，成為星明投球和擊球方面的王牌。

### 花木高中
都立高中。在第二年的夏季地區錦標賽中，擊敗了星明並對戰小手指。
金城
捕手。2年級生。與清峰、要一樣，都是來自寶谷青少棒隊。他是一個冷靜、理論性的人，會考慮自己的適合性和能力。當他在寶谷高年級時，他認為自己的能力與要相當，但無法從要手中接過正捕手的位置，為此他對要懷有強烈的仇恨，而要儘管被陽盟館高中挖腳，卻還是選擇了小手指。在與小手指的比賽中，他採用了所有擊球手都使用切擊球技術，來快速替換清峰的策略，但他能夠通過控制隊友，包括形成投捕搭檔的渡邊建立信任關係。能夠強行配合，卻因為體力的差距而被擊敗。然而，渡邊的投球卻讓他體認到了心靈的重要性，以及自己根本就沒有意識到這一點的事實，實現了心靈的成長。敗北後，他誠實地告訴要，自己不如對方，並對渡邊給予正面的評價。
渡邊
投手。1年級生。與清峰、要一樣，都是來自寶谷青少棒隊。性格黏人。當他還在寶谷青少棒隊時，很欣賞要，並為了得到表揚而向要尋求建議，但當他發表一些嚴厲的言論時，開始怨恨要。在和小手指比賽中，他無法對抗金城的權威立場，無法投出自己想要的球，處於劣勢。然而，由於不接受失敗和投球，金城意識到自己的錯誤，成長起來，並作為投捕搭檔正常發揮作用。

### 大阪陽盟館高中
擁有全國最優秀的人才的名校，目標是贏得去甲子園的資格，並培養了許多職業選手，實力全國第一。
桐島夏彦
投手。1年級生。左投左打。192cm AB型 3月31日生。
大阪陽盟館高中的王牌。是冰河高中桐島秋斗的弟弟，性格不敬，相當毒舌。經常對輸給他的人毫不留情的譏諷。
白旗孝史
投手。1年級生。右投。
很有禮貌，經常重複使用「尊嚴」這個詞，並批評桐島的粗俗言論「缺乏尊嚴」。他的家境是地主，相當富有。
凪薰
捕手。1年級生。
阻殺率超高的頂尖捕手。皮膚黝黑，金髮碧眼。平時面無表情。除了棒球以外，對任何事情都沒有興趣。
長毛（暫名）
遊擊手。1年級生。真實姓名不詳。指責桐島在帝德戰後發表粗魯的言論。
龜田
大阪陽盟館高中棒球隊的監督，他是吸引全國各地人才的真正專家。憑他出色的洞察力和出色的執教能力，帶領大阪陽盟館高中贏得甲子園冠軍。雖然對學校招收具有一定身體素質的球員的選拔政策，和不像“學生社團活動”的教練方式，而被嘲笑為“職業訓練學校”，但心中仍有對棒球的熱愛、以及很確定自己選擇的球員的想法。對足球有強烈的敵意。

### 其他人物
清峰葉流馬
清峰葉流火的哥哥，辦公室職員。雖然彬彬有禮，但對待除了棒球以外什麼都不會的弟弟葉流火，會以大哥的絕對霸權讓對方感到非常害怕。擁有7000部日本成人影片，能根據一個人的棒球風格推薦對味的作品，為要、藤堂和千早提供了適合他們愛好的AV。很害羞怕生，第一次見到人時說話有困難，所以當山田和他的朋友拜訪清峰家時戴著馬頭套，當觀看棒球比賽時，會戴著口罩和太陽眼鏡。有和葉流火相似的氣質，但真面目無人知曉。
要的母親（聲：愛河里花子）
要圭的母親，是個溫柔又愛管閒事的人，毫不猶豫地挖掘自己兒子青春期的一面。圭稱她為“老太婆”，智將則是正常的喊“媽媽”。性格少根筋（智將評價），對於兒子圭突如其來的失憶，她認為只是「變回了白痴」。在高中時是啦啦隊隊長。
藤堂姊妹（聲：上田瞳（姊姊）；井上穗乃花（妹妹））
藤堂葵的美麗姊姊和年幼妹妹。即使當葵放棄棒球並陷入混亂時，她們仍然保持善意地默默支持、關心著他，相信他會東山再起。很高興葵重新開始打棒球。
安藤
一家運動用品店的店長。和岩崎是老朋友。要圭等人也是去他的店面訂做隊服，在見到山田想要換守備位置成為一壘手後鼓勵他。
佐古純次
自由記者。佐古玲蘭的父親、佐古優助的叔叔。

## 創作過程
這是美川繪子的第二部連載作品，上一部作品《舞台研討會》以劇場藝術為主題，後來她決定畫棒球漫畫，但很少看球類運動的比賽，所以把這部作品畫得很容易理解，即使對運動不感興趣的讀者也能讀懂。故事剧情的主要负责人是自己，而由于丈夫高嶋榮充在年轻时打过棒球，因此对棒球的知识以及比赛的刻画则主要由丈夫提供，是一對棒球漫畫夫妻檔。另一部棒球漫画《四叶投捕（Quattrobattery）》則是高嶋榮充創作，也是搞笑、棒球加青春故事的组合。

## 出版書籍
| 卷數 | 集英社        | 集英社                 | 東立出版社     | 東立出版社             |
| 卷數 | 發售日期      | ISBN                   | 發售日期       | ISBN                   |
| ---- | ------------- | ---------------------- | -------------- | ---------------------- |
| 1    | 2018年9月4日  | ISBN 978-4-08-881603-6 | 2019年11月28日 | ISBN 978-957-26-3780-7 |
| 2    | 2018年12月4日 | ISBN 978-4-08-881688-3 | 2024年5月24日  | ISBN 978-957-26-3781-4 |
| 3    | 2019年3月4日  | ISBN 978-4-08-881765-1 | 2024年6月24日  | ISBN 978-957-26-3782-1 |
| 4    | 2019年6月4日  | ISBN 978-4-08-882013-2 | 2024年9月23日  | ISBN 978-957-26-3783-8 |
| 5    | 2019年8月2日  | ISBN 978-4-08-882026-2 | 2024年10月18日 | ISBN 978-626-02-2648-0 |
| 6    | 2019年12月4日 | ISBN 978-4-08-882147-4 | 2024年11月15日 | ISBN 978-626-02-2649-7 |
| 7    | 2020年5月13日 | ISBN 978-4-08-882308-9 | 2024年12月23日 | ISBN 978-626-02-2650-3 |
| 8    | 2020年9月4日  | ISBN 978-4-08-882451-2 | 2025年1月23日  | ISBN 978-626-02-3411-9 |
| 9    | 2021年3月4日  | ISBN 978-4-08-882617-2 | 2025年2月27日  | ISBN 978-626-02-3412-6 |
| 10   | 2021年6月4日  | ISBN 978-4-08-882699-8 | 2025年3月21日  | ISBN 978-626-02-3413-3 |
| 11   | 2021年8月4日  | ISBN 978-4-08-882739-1 | 2025年5月8日   | ISBN 978-626-02-4118-6 |
| 12   | 2022年1月4日  | ISBN 978-4-08-882887-9 | 2025年5月26日  | ISBN 978-626-02-4119-3 |
| 13   | 2022年5月2日  | ISBN 978-4-08-883123-7 | 2025年7月14日  | ISBN 978-626-02-4120-9 |
| 14   | 2022年9月2日  | ISBN 978-4-08-883252-4 |                |                        |
| 15   | 2023年3月3日  | ISBN 978-4-08-883442-9 |                |                        |
| 16   | 2023年8月4日  | ISBN 978-4-08-883617-1 |                |                        |
| 17   | 2024年1月4日  | ISBN 978-4-08-883760-4 |                |                        |
| 18   | 2024年6月4日  | ISBN 978-4-08-884055-0 |                |                        |
| 19   | 2024年9月4日  | ISBN 978-4-08-884184-7 |                |                        |
| 20   | 2024年12月4日 | ISBN 978-4-08-884326-1 |                |                        |
| 21   | 2025年4月4日  | ISBN 978-4-08-884473-2 |                |                        |

## 電視動畫

### 製作團隊（OVA）
- 導演、分鏡、演出：
- 角色設計／總作畫監督：伊藤憲子
- 美術監督：赤木寿子
- 劇本：
- 演出：青島昂希
- 色彩設計：德田智瑛子
- 攝影監督：
- 剪輯：寶藏旬也
- 音響監督：小泉紀介
- 音響製作：dugout
- 動畫製作：MAPPA

### 製作團隊（電視動畫）
- 比賽製作：高嶋榮充
- 監督：中園真登
- 系列構成：橫手美智子
- 副監督：飯田剛士
- 角色設計：長谷川瞳
- 動作作畫監督：立中順平、德丸昌大
- 美術監督：船隱雄貴
- 色彩設計：中野尚美
- 攝影監督：川下裕樹
- 3D監督：小川耕平
- 剪輯：吉武將人
- 音樂：菊谷知樹、山崎寬子
- 音樂製作人：水鳥智榮子
- 音響監督：名倉靖
- 音響效果：長谷川哲也
- 原作協力：《少年JUMP+》編輯部（細野修平、中路靖二郎、角谷茉由子、根岸菜緒）
- 企劃：菊池剛、大塚學
- 企劃協力：林辰朗、村井佑梨羽
- 出品製作人：田中翔、木村誠
- 製作人：河本紗知、中井友佑
- 動畫製作人：長谷川博哉、岡村耕也
- 動畫製作：MAPPA
- 出品：KADOKAWA、MAPPA

### 主題曲
第1季
片頭曲紫丁香
主唱：Mrs. GREEN APPLE，作詞、作曲：大森元貴，編曲：久保田真悟、大森元貴
片尾曲
主唱、編曲：通心粉鉛筆，作詞、作曲：

### 各話列表
| 1      |                        | 橫手美智子 | 中園真登          | 中園真登 松井健人          | 島袋奈津希、三浦里菜、朴旲烈 西野理惠、青木里枝、馬場充子 | 長谷川瞳                   | 2024年 4月9日 |
| 2      | 要一起打嗎？           | 橫手美智子 | 饭田刚士          | 饭田刚士 藤井邦雄          | 饭田刚士、山本正文、朱世杰 金田莉子、铃木幸江、末泽卓哉 奥田哲平、高久美弥、辻村幸辉 朴旲烈、覃启若、李晨晨 王世林、欧文莹侠、ANIHOUSESUN                          | 長谷川瞳                   | 4月16日       |
| 3      | 那又怎麼樣             | 橫手美智子 | 川尻健太郎        | 川尻健太郎                 | 辻村幸辉、井上修一、若狭贤史 朴旲烈、三浦里菜、李美英 Fincrossed studio                                                                                            | 長谷川瞳                   | 4月23日       |
| 4      |                        | 橫手美智子 | 立中順平          | 永松一誠                   | 西原大樹、惠健人、島袋奈津希 小木曾伸吾、柴田志朗、中西優里香、金田莉子                                                                                            | 長谷川瞳                   | 4月30日       |
| 5      |                        | 橫手美智子 | 森本育郎          | 橫山和基                   | 朴旲烈、久保奈都美、奧田哲平 吉川真帆、高久美彌、藤田亞耶乃 岩崎夏奈、本多美雪、富永真理 松岡秀明、石塚理央、李美英、林夢贇                                        | 長谷川瞳                   | 5月7日        |
| 6      | [ 註 2 ]               | 橫手美智子 | 飯田剛士          | 飯田剛士 藤井邦雄          | 飯田剛士、三浦里菜、井上修一 若狹賢史、末澤卓哉、柴田志朗 島田千裕、中西優里香、林珠銀 周俊傑、王渝、葉昌、李晨晨                                                  | 島袋奈津希                 | 5月14日       |
| 7      | 有趣的傢伙們           | 橫手美智子 | 川尻健太郎        | 中川淳 川尻健太郎          | 長谷川瞳、西原大樹、惠健人 宮地聰子、魯亞芝、直木祥子 佐藤聖菜、高久美彌、岩崎夏奈 陳韋寧、陳品君、 、、林夢贇                                                     | 長谷川瞳                   | 5月21日       |
| 特別篇 | 亮點！                 | 高橋明峰   | 不適用            | 不適用                     | 不適用 | 長谷川瞳                   | 5月28日       |
| 8      | 我對三次元的棒球有點…… | 池田臨太郎 | 铃木勇真          | 铃木勇真                   | 藤田亞耶乃、本多美雪、朴旲烈 久保奈都美、中熊太一、千裝直樹 柴田志朗、松岡英明、末澤卓哉 铃木幸江、陳韋寧、小野玲奈、吉川真帆                                      | 島袋奈津希                 | 6月4日        |
| 9      | 你以為你在跟誰說話     | 橫手美智子 | 津曲大介          | 津曲大介                   | 井上修一、若狭賢史、宮地聰子、三浦里菜 林朱銀、石塚理央、金採恩、奥田哲平 陳品君、五十嵐友美、津曲大介、周俊杰 王渝、李晨晨、欧文莹侠、张曦萦、叶昌 林梦贇、、     | 長谷川瞳                   | 6月11日       |
| 10     | 無法逃避               | 池田臨太郎 | 立中順平          | 小林寬 永松一誠            | 朴旲烈、島田千裕、佐藤聖菜、西原大樹 山本彩、久保奈都美、林珠銀、陳韋寧 中熊太一、川尻健太郎、、Whoami Roccia Nobili、、 、欧文莹侠、王渝、周俊杰、毛缟斑          | 森光惠 島袋奈津希          | 6月18日       |
| 11     | 我是個騙子             | 池田臨太郎 | 德丸昌大          | 德丸昌大 增田桃一郎        | 德丸昌大、井上修一 小木曾伸吾、石塚理央、宮地聰子 中西優里香、陳品君、若狭賢史 三浦里菜、陳韋寧、飯田剛士 、、林梦贇                                               | 朴旲烈 島袋奈津希          | 6月25日       |
| 12     |                        | 橫手美智子 | 中園真登 藤井邦雄 | 中園真登 土井健一 藤井邦雄 | 杉山和隆、末澤卓哉、津曲大介 飯田剛士、三浦里菜、西原大樹 林朱銀、魯亞芝、若狭賢史 樂園、久保奈都美、宮地聰子 中熊太一、陳韋寧、島田千裕 Whoami、林梦贇、陳品君 、 | 長谷川瞳 島袋奈津希 朴旲烈 | 7月2日        |

### BD＆DVD
| 卷數  | 發行日期      | 收錄話數        | 規格編號   | 規格編號   |
| 卷數  | 發行日期      | 收錄話數        | BD         | DVD        |
| 第1季 | 第1季         | 第1季           | 第1季      | 第1季      |
| ----- | ------------- | --------------- | ---------- | ---------- |
| 1     | 2024年6月26日 | 第1話 - 第3話   | ZMXZ-17461 | ZMBZ-17471 |
| 2     | 2024年7月24日 | 第4話 - 第6話   | ZMXZ-17462 | ZMBZ-17472 |
| 3     | 2024年8月28日 | 第7話 - 第9話   | ZMXZ-17463 | ZMBZ-17473 |
| 4     | 2024年9月25日 | 第10話 - 第12話 | ZMXZ-17464 | ZMBZ-17474 |

## 外部連結
- 漫畫連載網站 - 少年Jump+（日語）
- 作者的X（前Twitter）
- 官方网站（日語）